# Tempelliljesläktet
Tempelliljesläktet (Lycoris) är ett växtsläkte i familjen amaryllisväxter med cirka 20 arter från Asien.